# テンカイナイト
テンカイナイト（Tenkai Knights、展開騎士）は、Spin Masterによる玩具および、それを原作とした日本とカナダのテレビアニメ。テレビアニメは北米では2013年8月からカートゥーン ネットワークで放送され、日本では2014年4月5日から2015年3月28日までテレビ東京系列で放送された。ただし、土曜9時00分 - 9時30分枠は当時ローカルセールス枠のため製作局のテレビ東京と同時ネットはテレビ愛知とテレビ大阪のみで、他のテレビ東京系列3局では土曜 7:00 - 7:30（1週間遅れ）であった。
北米ではこの玩具は2013年12月から販売されており、トイザらスなどで在庫切れが発生するなど、人気を博した。

## あらすじ
宇宙のいずこかにある「惑星キューブ」。そこでは2つの種族、勇敢なスペクトロスの軍団と、邪悪なヴィクリプス軍団が惑星全土をかけた戦いを繰り広げていた。スペクトロスの伝説の四人の勇者「テンカイナイト」と、ヴィクリプスの総大将「ヴィリウス」が最後の決着を付けようと奮闘していた最中、膠着した戦いで出現した「テンカイドラゴン」が惑星キューブを蹂躙したことにより勝者が決まらぬまま、この長い戦いに一旦終止符がうたれた。
一方、惑星地球では、大神グレンが家族と共にベンハムシティに移住してきたところから物語が始まる。ベンハムシティにある学校で仲良くなった鷲崎セイランと共に、ふと立ち寄った骨董屋でとあるブロックを発見する。店主であるホワイトからその謎のブロックを授けられた夜、グレンは、正義のロボットとなって悪党を倒す夢を見た。
夢の謎を解くべく、グレンとセイランは骨董屋に再び訪れた。ホワイトを探していたところ、骨董屋の地下室にあった転送装置にたどり着き、二人のブロックと反応し二人を光で包んだ。気が付くと二人は惑星キューブにテンカイナイトの姿となったブロック勇者として転送され、ちょっとした戦いの末に現実世界に戻った二人にホワイトから事のあらましを説明される。
やがて二人は、同じくブロック勇者として戦っていた亀山トクサ、蜂須賀チュウキを加えた仲間たちと共に惑星キューブでスペクトロスの戦士としてヴィクリプスとの戦いを繰り広げるのであった。

## 登場人物
声は特記ないものは日本語版。日本版と北米版では名前が異なる。人間の登場人物は、名前が色にちなんでいる。

### テンカイナイト/The Tenkai Knights
大神グレン（おおがみ-）/Guren Nash
声 - 高橋めぐる（日本語版） / ジョニー・ヨング・ボッシュ（北米版）
本作の主人公。ベンハムシティに引っ越してきた小学5年生。礼儀正しく勇気に満ち溢れ、かつ落ち着いていて周りを見渡せる冷静さを兼ね備えた性格。ブロックに出会う前からロボットに変形するおもちゃを容易に変形させる器用さを持つ。
家族にベンハムシティで建造中のベンハムタワー建設で多忙を極める父（声 - 志村知幸）と、額にひし形模様がある猫のダイヤ（声 - 高森奈津美）がいる。
ブレイヴン/Bravenwolf
テンカイナイト4勇者のリーダー。白いブロックと赤が混じった狼がモチーフ。武器は一刀両断に長けた片手剣と盾のセットになったウルフレッド・ソードにウルフレッド・シールド。
ブレイヴンX/Braven X
パワーアップ形態であるXモード。グレンの愚直にも行動を信じる気持ちに呼応して発現。武器はシャイニング・ウルフレッド・ソード。必殺技は剣の斬激を放つウルフレッド・ビーム、ウルフレッド・クロスビームと胸の口から放つウルフレッド・バースト。
バーニング・ブレイヴン
5つに分かれた善のドラゴンキューブの1つを吸収し、炎属性を獲得したブレイヴン。
バーニング・ブレイヴンΣ
パワーアップ形態であるΣモード。必殺技は、バーニング・ギガント・ソード。

鷲崎セイラン（わしざき-）/Ceylan Jones
声 - 神田朱未
グレンと隣の席になり友達になった少年でクラスメイト。他者と仲良くしようとする熱い思いの持ち主。グレン曰くメンバーの中で突っ込み担当。
トリビュトン/Tributon
テンカイナイト4勇者のひとりで必中のスナイパー型。青と鷹がモチーフ。武器は高速連射に長けたクロスボウ型のホーク・ストライカー。
トリビュトンX/Tributon X
パワーアップ形態であるXモード。セイランが皆を思う気持ちに呼応して発現。必殺技はヘビー・ホーク・ストライカー。
ブリザード・トリビュトン
5つに分かれた善のドラゴンキューブの1つを吸収し、氷属性を獲得したトリビュトン。
ブリザード・トリビュトンΣ
パワーアップ形態であるΣモード。必殺技は、ブリザード・スパイラル・アロー。

亀山トクサ（かめやま-）/Toxsa Dalton
声 - 水間まき（日本語版）/ 陳芷瑩（香港版）
額にバンダナを巻いている少年。4人の中で最年少の小学4年生。マイペースで気ままな性格。当初はチュウキと二人で行動していた。
ヴァローン/Valorn
テンカイナイト4勇者のひとりで重装甲のパワーファイター。緑で亀がモチーフ。武器は光弾が放てる槍。
ヴァローンX/Valorn X
パワーアップ形態であるXモード。他の3人がXモードになれる中、一人だけなれないことから隠れて特訓していたところ、それが他の仲間に露見した際の意地の感情で発現可能となる。4人の中で最後にXモードになった。
ガイア・ヴァローン
5つに分かれた善のドラゴンキューブの1つを吸収し、地属性を獲得したヴァローン。
ガイア・ヴァローンΣ
パワーアップ形態であるΣモード。必殺技は、ガイア・メガリス・クラッシュ。

蜂須賀チュウキ（はちすか-）/Chooki Mason
声 - 種田梨沙（日本語版） / ブライス・パーペンブルック（北米版）
文武両道の天才少年。4人の中では一番の最年長の小学6年生で、皆をまとめるしっかり者。天才であるという自負からの自信家の一面もあり、メンバーの中で釣りが全くできなかったときは半狂乱になった時もある。ウォーホース・カースから受けた呪いの影響で、一時期連鎖的な不幸を呼ぶ状態となってたが、これがXモードへの鍵となり、不幸を好機とみなしてウォーホース・カースを倒し元の状態に戻る。
ライデンドール/Lydendor
テンカイナイト4勇者のひとりで疾風のスピードファイター。黄と蜂がモチーフ。武器は鎖が伸びるチェーンナイフと盾としても使用できる十字手裏剣スピン・シールド。
ライデンドールX/Lydendor X
パワーアップ形態であるXモード。呪い状態を逆境として乗り越えるプライドから発現。武器はライトニング・チェーン・ナイフ、スピン・シールドX。必殺技はファイナル・トルネード。
サンダー・ライデンドール
5つに分かれた善のドラゴンキューブの1つを吸収し、雷属性を獲得したライデンドール。
サンダー・ライデンドールΣ
パワーアップ形態であるΣモード。必殺技は、サンダー・ファイナル・アタック。

犬飼ゲン（いぬかい-）/Gen Inkai
声 - 沢城みゆき （日本語版）/ ユーリ・ローエンタール（北米版）
7話でグレン達が4人で活動するようになった後やってきた転校生。グレンとセイランと同じクラス。チュウキと同じく文武両道だが、他人を寄せ付けず一人で活動する。
テンカイナイトの正体は知っており、特にグレンに対し何か感じる所があるようで、強い執着を示しており、表裏の対となる存在として何度か会話している。かつては充実していた生活を送っていたものの両親の離別により友人すらもなくした。そのハンディも自助努力で乗り越えようと文武両道を目指したが、仕事で裏切られて失敗し絶望した父が姿を消したために、全てを悲観し世界を破壊する力を望むようになった。ブロックは力を望む過程でノトスから受け取っている。
黒天の鍵のありかを探すべく、ベンハムシティのマンションの一室で古代建築との関連性を当たっていた。
一応ヴィクリプスと共同関係となっているが、自身とベニの持つある目的のためヴィクリプスすら利用する考えで動いている。
その後黒天の鍵を手に入れるも、ヴィリウスの手に渡り戦意を喪失するが、諦めないテンカイナイトの姿を見て、共にドラゴンキューブを吸収してGモードに変化し、ヴィリウスを倒す。決戦後もグレン達の仲間として行動している。
その後、グレンを守りたい心がドラゴンキューブに反応し疾風黒騎士になる。
さらに、仲間を心から信じるという大きな心境の変化がΣモード覚醒に繋がり、真の5人目のテンカイナイトとなった。
黒騎士（くろきし)/Dromus
ブレイヴンに似た謎の戦士。1話でスライガーやブライノックスとともにヴィリウスの元に現れる。ブレイヴン達と接触した時、スペクトロスが回収しようとしたドラゴンキューブをどこかに持ち去ってしまう。サンダーバードとの初戦では竜巻の一閃で一蹴する。副次的な産物も作り出す頭脳も持ち合わせる。
黒騎士X/Dromus X
黒騎士のパワーアップ形態。左胸の瞳に傷がある以外は黒いブレイヴンXというべき瓜二つの姿となっている。必殺技は胸から放つブラック・ガロウ。
疾風黒騎士（しっぷうのくろきし）
5つに分かれた善のドラゴンキューブの1つを吸収し、風属性を獲得した黒騎士。
疾風黒騎士Σ
パワーアップ形態であるΣモード。必殺技は、疾風・黒狼波。

ベニ/Beni
声 - 浅野真澄
ゲンがいるベンハムシティに帰省してきた少女。ゲンと同じくマンションの一室に居を構える。
ゲンがグレンに気にかけている様子を見て、彼女も変装しグレンと接触する。その後も、素顔のままでグレンたちに接触しXXモードになるための試練の場まで案内する。
ヴィクリプスの本拠地前での戦闘で黒騎士から逃亡しているところをブレイヴンXに助けられた後、骨董店横で気を失っているところを所持していたブロックとともに発見される。介抱されたところで惑星キューブに着た直後の黒騎士の強さに憧れ師弟関係を持ち黒天の鍵を探していたことや黒騎士の目的を話し、グレン達と黒天の鍵を探す協力関係を結ぶ。半信半疑だと思っているのを自覚していることをグレンに告白すると信じているといわれ、少しずつ思いが変わっていく。
理由は不明だがヴィクリプスに協力している。
決戦後はグレン達の仲間となったゲンとは違い、スペクトロスとヴィクリプスのどちらにも属さない第三勢力として行動している。
ヴェネッタ/Venetta
スピードに特化した撹乱戦法を得意とする忍者的双剣戦士。ピンクと蜘蛛をモチーフとする。
煙幕と粘着性を持つ蜘蛛の糸を使った足止めが可能で、Xモードのテンカイナイトをも巧みな機動で圧倒する。

ナビシステム/A.I.
声 - 柳田淳一
テンカイナイト達の音声ナビゲートシステム。グレン達の行動に対してアドバイスをしたり、音声指示に応じて操作をサポートする。一応はサポートという担当ではあるが、回りくどい指示をしなけらばならなかったりと、融通のきかない部分がある。テンカイドラゴンへのコネクトも行うことができる。
テンカイジェット・ファイヤーバード/Protojet
ブレイヴン達の4人が合体した飛行形態。当初は具体的な合体方法が分からず、偶然言い放った「合体」にナビシステムが反応して可能となった。名前通り火の光線や体当たりによる攻撃が可能。またブレイヴン、トリビュトンとビーグ達スペクトロス兵ともイレギュラーながら合体が可能で、サンダーバードと個別に出現することができる。
玩具ではブレイヴン、トリビュトン、スペクトロス・レッドウォーリアー、スペクトロス・ブルーウォーリアーが合体する。
テンカイジェット・サンダーバード/Air Lancer Jet
ブレイヴン達の4人が合体した飛行形態、ファイヤーバードとは異なるプランBとしてナビシステムが変形を判断した。必殺技は先端から放つ雷撃光線サンダーバード。またヴァローン、ライデンドールとビーグ達スペクトロス兵ともイレギュラーながら合体が可能。
玩具ではヴァローン、ライデンドール、スペクトロス・グリーンウォーリアー、スペクトロス・イエローウォーリアーが合体する。

### スペクトロス/The Corekai Soldiers
ビーグ/Beag
声 - 茶風林（日本語版）/ カイル・エベール（北米版）
スペクトロスの部隊を率いる長。再び活動したテンカイナイト達に全面的に信頼を置き協力する。具体的には慢心状態のテンカイナイトの余裕ぶりさえも積極的な方向に捉えるほどである。ブレイヴン達が来る前にはドラゴンキューブを集めるため、各所にあるキューブの回収作業を行っている。身体のパーツがスペクトロス兵にある赤、青、黄、緑の全てを備えている外観を持つ。
スペクトロス兵（スペクトロス・ウォーリアー)/Corekai Soldiers
一般兵たち。色ごとに（色名）・ウォーリアーの名称で呼ばれる。ヴィクリプス側と違い復活はできないが、状況に応じてはテンカイナイト達を身を張って守る忠実さを持つ。
ボルト・ジェット/Volt Jet
スペクトロス飛行部隊の戦闘機。コア自体がビーストと同じことから反転装置によってヴィクリプスのデストロイ・グリフォンに変化させられてしまう。
バーニング・ブレイヴンの溜め込んだ怒りに呼応して、Σモードのパーツをまとった「ボルケーノ・ジェット」に変化したものもある。この形態では、周囲の氷も溶かす炎をまとった突進が可能。
ストライク・バスター・タンク/BlasTank
スペクトロスの地上用戦闘車両。ボルト・ジェットと基本構造は同じことから反転装置によってヴィクリプスのウォーホースに変化させられる。ブリザード・トリビュトンのキイロとの約束を果たす想いで氷属性の直立型「フリージング・タンク」に変形。無数の凍てつくエネルギーを発射することが出来る。

### ヴィクリプス/The Corrupted Army
ヴィリウス/Vilius
声 - 秋元羊介（日本語版）・飛田展男（日本語版・復活後）/ クリスピン・フリーマン（北米版）
ヴィクリプスを取り仕切る悪の大帝。元はスペクトロス所属だったが、邪悪な破壊思想を重視したため追放され、復讐として惑星キューブを支配しようと戦争を引き起こす。部下の行動が不甲斐なかったり、自身の力を試す時自ら戦線に降り立つこともある。大きな器を持つ武人であり部下には基本的に寛大であるが、裏切った者には容赦はしない。ガーディアンたちとは過去に戦闘していた経験も持つ。
テンカイドラゴンをめぐる戦いで捕縛には成功するが、代わりに初めて敗北を喫することになる。その後の復活の中で、捕らわれたヴァローンから抽出した地球の風景から新たに地球の征服も視野に入れる。その結果、テンカイナイト達が地球を行き来しているという情報を入手する。
アジトで悪のテンカイドラゴンを起動させ、戦いに来たテンカイナイト達と黒騎士一行を追い詰めるも、最終的にドラゴンキューブを取り込みGモードとなったテンカイナイト達に倒され、すでに再生装置を破壊されていたため二度と復活はしないとされていた。しかし、いずれさらなる悪が現れると予見したノトスの提案で支配下に置くことを前提に復活されたが、結果力あふれる若返った姿で復活したため逆にガーディアンを支配下に置いた。そしてテンカイドラゴンを再び獲得するためGモードのテンカイナイトに圧倒的な戦闘を行ったが、黒騎士の乱入で分解されたドラゴンキューブの悪の方を吸収し一時的に動けなくなる。その後、悪のドラゴンキューブのエネルギーを吸収し切ったヴィリウスはより強大なネオ・ヴィリウスとなった。
復活してネオ・ヴィリウスとなってからは若返り、敬語で話すようになった。しかしかつての器の大きな武人的な性格ではなくなり、部下の失態に目くじらを立てるようになった。ただし将としての器はあり、戦術的な目線で後退することもある。
武器はバスター・トライデントにヴィル・シールド。
ヴィルバット/Xenoship
他のヴィクリプス兵とともに合体した飛行形態。ビームや音波攻撃を得意とする。
玩具ではヴィリウス、ヴィクリプス・コマンダー、ドロックス、バルタックスが合体する。
ヴィリウスX/Vilius X
パワーアップ形態。武器はグラン・バスター・トライデント。必殺技はダークネスボルト。

ブライノックス/Granox
声 - 江川央生（日本語版）/ スティーヴン・ブルーム（北米版）
将軍の一人でサイをモチーフとしている。力押しの猪突猛進。武器は圧力を引き起こすバトルアックス。死してもヴィリウスによって蘇る。
ブライノックスX/Granox X
ブライノックスのXモード形態。武装は巨大な棍棒状のハンマーとなる。
ブライロス
ウォーホース・カースとドラゴンライトニングにより合体した姿。ウォーホースが持つビーム砲により後方支援が可能となる。

スライダー/Slyger
声 - 伊丸岡篤（日本語版）/ クリスピン・フリーマン（北米版）
将軍の一人で豹がモチーフ。知略家。武器は電撃を浴びせられるカギ爪。ブライノックス同様に、死してもヴィリウスによって幾度となく蘇っている。
スライガーX/Slyger X
ブレイガー
ブライノックスとスライガー、ヴィクリプス兵2体で構成されるカラス型飛行形態。地中潜航能力を持つ。
スカイガー
スライガーXとデストロイ・グリフォンがドラゴンライトニングにより合体した姿。上半身がスライガーXのデストロイ・グリフォンの形となっており、機動力を大幅に獲得した状態でスライガーXの攻撃が可能となる。

ヴィクリプス兵（ヴィクリプス・トルーパー)/Viklips Trooper
一般兵たち。基本的に黒で統一されており、将軍たちの指示によっては伏兵として地面から現れることができる。司令官クラスはヴィクリプス・コマンダーと呼ばれる。
黒騎士
#テンカイナイト/The Tenkai Knights。ヴィクリプスに突如加わった食客。
ブルータス/Rho
声 - 志村知幸
ヴィリウスによって強化された突撃兵。武器はブラスター・ガン。元は一般兵であったが、ブルータスとなってからはヴィリウスの命によりブライノックスの参謀役を任せられる。しかしブライノックスに対して辛辣で尊大な態度をとったため衝突する。ヴァローンを連れ去りデータ回収という功績を残すが、フライングキラーズの力を過信し単独突撃したところを、初変形したヴァローンXによって倒される。
玩具ではヴィクリプス・トルーパーの名称。
フライングキラーズ/Flying Darkwing Specter
ブルータスと3体のビーストロボ（ガトックス、ギャノックス、ギルタックス）が合体した4枚の翼を持つ飛行メカ。特訓中のヴァローンとビーグに奇襲を仕掛けたりした。

トロックス/Hos
パイソンタイプのビーストロボ。背中にキャノンを装着。重装形態のトロックスXになることができ、さらにドラゴンライトニングで巨大化が可能。
ガトックス/Grayden
魔犬タイプのビーストロボ。尻尾をムチに使う。
ギャノックス/Balthaz
ボディが赤い魔犬タイプのビーストロボ。
ギルタックス/Deviak
コウモリ型の飛行獣。翼に2つのキャノンを持つ。
バルタックス/Sho
飛行獣。翼にビームガンを装着。ドラゴンキューブ輸送などで登場。
デストロイ・グリフォン/Sky Griffin
スライガーが使うグリフォン型の中型ビーストロボ。
また黒騎士の使う反転装置によってボルト・ジェットが変形した姿としても登場。ネオ・ヴィリウスの援助で火属性を持つ「ブレイズ・グリフォン」に変化したこともある。
ウォーホース/War Stallion
ブライノックスが使う馬型の中型ビーストロボ。移動しながらのかく乱射撃攻撃を得意とする。「ウォーホース・カース」は能力を半減させる呪いが施された砲身2門を備えた重武装になっている。
また黒騎士の使う反転装置によりストライク・バスター・タンクが変形した姿としても登場。
ネオ・ヴィリウスの力からによって、氷属性を得た「アイス・ウォーホース」に変化したものもある。こちらは発射したビームで対象を凍らせることが出来る。

### ガーディアン
ガーディアン・ボレアース/Boreas
声 - 宗矢樹頼（日本語版）/ スティーヴン・ブルーム（北米版）
惑星キューブの長老で、門の守護者。地球にブロック状態で身を置いており、ホログラムを通して意思疎通を行う。ホワイトを通し惑星キューブと地球の危機を知らせ、ホワイトとともにグレンたちにアドバイスを預ける。テンカイドラゴンを復活させるために惑星キューブに戻った折、そのまま現地でテンカイナイトを支援する道を選ぶ。元は惑星キューブを守護する4体のガーディアンの青の一人。
ガーディアン・ノトス/Notus
声 - 梅津秀行
惑星キューブを守護するガーディアンの赤の一人。
ベニの案内先で惑星キューブに飛ばされたテンカイナイト達に強くなるための試練を与える。混沌の中から生まれる調和を望んでおり、基本的に静観する他のガーディアンとは異なり、世界を動かすために黒騎士に協力した。
ガーディアン・エウロス/Eurus
声 - 根谷美智子（日本語版）/ カイル・エベール（北米版）
惑星キューブを守護するガーディアンの緑の一人
ガーディアン・ゼピュロス/Zephyrus
声 - 柳田淳一
惑星キューブを守護するガーディアンの黄の一人

### その他/Other characters
テンカイドラゴン/Tenkai Dragon
惑星キューブの最終防衛システムである白き龍。惑星防衛のために善悪の判別はせず、脅威となる対象をせん滅する。防衛に関して自律的であるが、ドラゴンキューブ状態で回収されることで制御下におけると云われる。先の戦争で膠着状態の末に、両軍ともども惑星キューブで暴れまわり、その後4つのドラゴンキューブとして分割し各地に散る。また起動するには善のドラゴンの白天の鍵か悪のドラゴンの黒天の鍵が必要。起動後は、鍵を持った状態でテンカイドラゴンに回線を接続することで使役が可能になる。
白天の鍵によって復活するものの、復活自体がヴィクリプスの計画であり、黒騎士によって捕えられる。
ホワイト/Mr. White
声 - 藤原啓治
ベンハムシティの骨董屋の店主。初めて訪れたグレンとセイランにブロックを授け惑星キューブの世界へと誘う。ガーディアン・ポレアースとともに、戦いへと向かうグレンたちをアドバイスなどでサポートする。骨董屋の中に惑星キューブへの転送システム「ポータル」がある。
実は元テンカイナイトであり、テンカイドラゴンの起動方法をグレンに伝えた。
亀山ワカメ（かめやま - ）/Wakamei Dalton
声 - 高森奈津美
トクサの姉で、トクサにとって頭の上がらない存在。実家のレストランのウェイトレスをしており、また女子サッカーチーム風林火山も組んでいる。ウェイトレスとしては同時に言われた注文も正確に判断できる能力がある。
レストランの実務で忙しい両親に代わってトクサの世話で信頼されており、彼女自身もトクサのことを大事に思っている。普段とは変わった行動から秘密が無いかトクサを問い詰めたところ、戦闘中の仲間の元に向かいたかったトクサ自身がテンカイナイトとして行動していることを明かされ、危険だからとガレージに軟禁してみたが、説得に来たグレンとともに抜けだされ、後を追った骨董店でホワイトから闘う姿を見るトクサを応援し、テンカイナイトとして戦っていることを忘れるようにとホワイトから助言を受け、陰ながら見守っていくことを決意する。
アキラ/Roberto
声 - 早乙女翔
グレン達のクラスメイト。1話から要所要所で姿を見せており、9話で明確なキャラクターとして登場する。気弱だが、グレン達とバスケットのチームを組む。
蜂須賀キイロ（はちすか - ）
声 - 小林真麻
チュウキの幼い妹。チュウキいわくお茶目な性格というが、チュウキ以外のテンカイナイトの面々に世話を任せた際に見せた天真爛漫な行動におてんばな性格と評される。出かけることが多い兄の代わりにダイダイという犬の人形を抱えている。
ダイダイがテトラ化した際にセイランがコアブロックで確認したときに強奪して一騒動を起こすが、セイランの説得で事を収め、後に遊ぶ約束を取り付ける。

## 用語集
惑星キューブ/Quarton
宇宙の何処かにある立方体の惑星。ブロック生命体と呼ばれる、核となるコアブロックを中心に6面体のブロックに変形することができる者たちが暮らしている。何邑久万年にも数えられるスペクトロとヴィクリプスの戦いが続いていたが、テンカイドラゴンの出現により一時収束状態となっていた。ヴィクリプス側が惑星キューブを支配してしまうと、時間座標の固定がずれ、地球の時空へと実体化し、そのまま地球と衝突すると言われている。
ポータルの損傷で時空のひずみから見えた融合化した未来において、ヴィクリプスの軍団が現れた際、Xモードのブロック生命体が地球ではビルほどに巨大な存在であることが明らかになった。
融合前でキューブから地球にポータル経由で来る場合はブロックでない滑らかな無機物の生命体に変質する。
ドラゴンキューブ/Dragon Cubes
テンカイドラゴンを構成する一部。テンカイドラゴンによる蹂躙が終わった後、5つの小さなキューブに分離し、惑星キューブの各所に点在している。両軍は今後の展開に備えてテンカイドラゴンを制御下におくため、これを集めることが急務となっている。
起動においてはさらに2つの鍵のうちどちらかを使用することが必要となっている。
ヴィクリプスのアジトでの決戦で一度キューブになった後テンカイナイト達に吸収されGモードの発動のきっかけとなる。その後、善悪入り混じったテンカイドラゴンに攻撃を入れた際、善悪のキューブに分解され、テンカイナイトとヴィリウスのさらなるパワーアップのきっかけとなった。
ベンハムシティ/Benham City
海と山の間に位置する街で、地球側での舞台となっている。次世代型の広域電波塔として世界一高いといわれるベンハムタワーがそびえ立っている。しかし、未完成の部分が多い。グレンの父親はこの塔の技術設計士としてやって来ている。白天の鍵と同じく、黒天の鍵が存在する場所でもある。
Xモード(カナダ版ではタイタンモード)/Titan Mode
テンカイナイト達のある感情が高まった時に発動可能なテンカイエナジーアップモード。
巨大ブロックに変身し、それから元の姿に似た巨大なテンカイナイトへと変形する。
Xモード中では通常の時と比べ数十倍のパワーを発揮可能。一度Xモードへ発動できるようになれば、自分の意思で発動が可能になる。ただし、通常の時と比べて体力の消耗も著しく大きくなってしまう。
日本版では名前の後ろにXが、カナダ版ではその後ろにさらに特定の名前が付くようになっている。
XXモード/Titan Fusion
ガーディアン・ノトスが仕掛けた試練の中で発現した第二のパワーアップモード。
Xモードになったテンカイナイト2体がコアごと合体した姿となり、胴体側が特徴とするステータスが大幅に向上する。
Σモード
ネオ・ヴィリウスによって己のテンカイエナジーからXモードになるのを封じられたテンカイナイトが、新たな手段で発動するテンカイエナジーアップモード。
バーニング・ブレイヴンが周りの火のテンカイエナジーを取り込むことで最初に変形可能になった。ただし、Xモードのように一度の発動でその後簡単になれるというものではなく一定の条件がある。

白天の鍵・黒天の鍵/Black Key and White Key
テンカイドラゴンを制御するに必要な鍵。白天の鍵が善の力、黒天の鍵が悪の力としてテンカイドラゴンの制御の根幹的部分に作用する。
白天の鍵はベンハムシティの博物館に展示されていた石板が変化したものとして出現したが、その際何者かに盗まれており、その後グレンとチュウキがその謎の人物との謎かけレースの果てに回収する。黒天の鍵はベニとの調査でブロックの持つエナジーの共鳴反応からベンハムタワーにあることが判明する。グレン達がその後回収するものの、同行したベニと突如現れたゲン、逃亡を手助けしたノトスによって奪取されてしまう。
ドラゴンズネスト/Dragons Nest
テンカイドラゴン復活に必要不可欠な古来よりの聖地。テンカイナイト達がヴィリウスを一度倒した戦場でもある。
反転装置/Core Corrupter
黒騎士のある開発で生まれた副産物の杖。ブロック生命体のコアが同一のもので、これに善か悪のどちらかを決めることで変化する性質の元、ブロック生命体へ反転装置から放たれる部品を取り付けられると、対象となる善悪の姿に反転させられてしまう。
ポータル / ハイパー・ドロップシップ/Portal and Dimensional Dropship
ホワイトの店の奥にある地球と惑星キューブを結ぶ亜空間ゲートを「ポータル」と呼ぶ。ポータルは、物質運搬が可能な2つの世界を行き来できる輸送船「ハイパー・ドロップシップ」にモードチェンジが可能となっており、白天の鍵を地球から直接輸送するのに利用されたほか、テンカイナイト達をドラゴンズネストへ運ばせる働きもした。
惑星キューブでは一つが天界で保護されており、ヴィクリプスの襲来で損傷した結果、地球と惑星キューブの融合化を早めることになる。
拘束装置/Tenkai Reversal Inductor
テンカイドラゴンを捕縛するための装置。原理としてテンカイドラゴンの持つエナジーを利用しており、これを利用しながら抽出を狙っている。
再生装置/Reassembly Device
ヴィクリプスの破壊されたコアを再生するための装置。これによりヴィリウスを含め常に勢力が尽きない戦いが可能となる。
エナジー変換装置/Energy Conversion Device
拘束されたテンカイドラゴンの白天のエナジーを反転することでヴィクリプス側への有効なエネルギー源として転用する装置。これにより溜めこまれたエネルギーを「ドラゴンライトニング」としてブロック生命体に注ぐことで巨大化させることができる。
ガーディアン
惑星キューブを守護する神に最も近い存在。普段は天界に居を構え、ヴィクリプスが攻めて来た時は一撃で大半の雑兵を滅する力を持つ。悪のドラゴンキューブをネオ・ヴィリウスによって吸収されてしまった際「ブラック・ガーディアン」となる。
ゴーレム
ブラック・ガーディアンが周囲のヴィクリプス・トルーパーを大量に取り込み、骨格が大量のブロックで構成された巨大なブロック生命体へと変化した姿。変化する形態は各ガーディアンによって異なり、巨人型、巨鳥型、大蛇型、大型四足獣型に分類される。
スポーツニンジャ
ベンハムシティで流行りのスポーツの一種で有段制度がある。一般的に知られる忍者の訓練法や気の取り込みなどで心技体を鍛えることができる。ブラック・ガーディアンに対抗するためにグレン達はゲンの紹介で経験していくこととなる。
テンカイフォートレス
ネオヴィリウスやベニが狙う兵器名。ベニの持つ探査装置である程度位置を探ることが出来る。安置されている遺跡には見えない壁が仕掛けられている。
テトラ化
地球での物体がブロック状に変質してしまう現象。初期段階では対象は小さい物体だが、徐々に大型の施設や人間もテトラ化してしまうと予測されている。特にテンカイフォートレス探索時に一時的にテトラ化が激しくなる。
ブロック化している物体はテンカイナイトのブロックを近づけることで一時的に元の状態に戻る。
サルラルランド
テンカイフォートレスの目前で突然飛ばされた謎の世界。惑星キューブでは見られない草木が生い茂っているのが特徴。そびえる遺跡にサルラルランドを統べるモンキングと、多数のサル型ブロック生命体がいる。

## スタッフ
- 原案 - Spin Master
- 企画 - 藤田亮、Ronnen Harary、Jennifer Dodge、Joshua Fisher、Matthew Wexler、John Easum
- 監督 - 本郷みつる
- シリーズ構成 - 加納田陣（第1話 - 第26話）→大野木寛（第27話 - 第51話）
- メインキャラクターデザイン - 川元利浩
- キャラクターデザイン - 藤田しげる
- 3DCGキャラクターデザイン - 柳瀬敬之・フヂロウ
- 3DCG演出 - 池添隆博
- コンセプトデザイン - 荒牧伸志
- プロップデザイン - ヒラタリョウ
- 総作画監督 - 藤田しげる、杉浦幸次
- 美術監督 - 井上一宏
- 美術デザイン - 須江信人
- 2D色彩設定 - ごとうゆかり
- 2D撮影監督 - 古本真由子
- 3DCG色彩設定 - 長尾朱美
- 3DCG撮影監督 - 増元由紀大（第1話 - 第6話）→後藤晴香（第7話 - 第40話）→増元由紀大（第41話 - 第51話）
- 編集 - 長坂智樹
- 音響監督 - 本山哲（第1話 - 第26話）→渡辺淳（第27話 - 第51話）
- 音響制作 - HALF H・P STUDIO
- 音楽 - MONACA
- 音楽プロデューサー - 田中統英
- 音楽協力 - テレビ東京ミュージック・ビクターミュージックアーツ・小学館ミュージック&デジタルエンタテイメント
- 3DCGプロデューサー - 中村龍
- 3DCG制作 - 小学館ミュージック&デジタル エンタテイメント
- プランニングマネージャー - 神宮字真（第1話 - 第39話）→盛武源（第40話 - 第51話）、藪田学（テレビ東京）
- アニメーションプロデューサー - 大薮芳広
- アニメーションプロデュース協力 - 中山浩太郎
- スーパーハイジングプロデューサー - Joyce Miller、堀口ダニエル
- ラインプロデューサー - Courtney Sanford、Ben Maloney
- アシスタントプロデューサー - 山内未来（第1話 - 第13話）（テレビ東京）
- プロデューサー - 佐々木亮（第1話）→松山進（第2話 - 第51話）（テレビ東京）、根岸智也
- アニメーション制作統括 - 南雅彦
- アニメーション制作 - ボンズ[4]
- 製作協力 - ハピネット・バンダイナムコゲームス
- 製作 - 小学館集英社プロダクション・SPIN MASTER・テレビ東京
- 著作権表記 - ©2014 SPIN MASTER LTD. / Shogakukan-Shueisha Productions Co., Ltd. All rights reserved.[5]

### 英語版スタッフ
- PRODUCTION MANAGER - Marsha Knapp Dunleavy
- WRITTEN BY (English Version) - Brandon Auman, Marty Isenberg, Ardwight Chamberlain
- SCRIPT RESEARCH SERVICES BY - The Rights Company
- ENGLISH VOICES - Johnny Yong Bosch, Todd Haberkorn, Bryce Papenbrook, Ben Disken, Brian Beacock, Crispin Freeman, Kyle Hebert, Steven J. Blum, Colleen O'Shaughnessy
- VOICE DIRECTORS - Jamie Simone, Mary Elizabeth McGlynn
- ENGLISH PRODUCTION BY - Studiopolis, Inc.
- PRODUCERS - Jamie Simone, Rita Majkut
- POST SUPERVISOR - James Lafferty
- PRODUCTION COORDINATOR - Sierra Leoni
- VIDEO EDITOR - Terry T. Marlin
- ASSISTANT VIDEO EDITOR - Sean Kelley
- ADDITIONAL VIDEO COMPOSITING - David Butterworth
- SOUND SWEETENING - Ron Saliases
- RE-RECORDING MIXER - Ernie Sheesley
- RECORDING ENGINEER - Ryan Johnston
- MUSIC COMPOSED BY - John Majkut, MONACA
- OPENING THEME BY - John Majkut
- SUPERVISING MUSIC PRODUCER - John Majkut, Motohide Tanaka, Shogakukan Music & Digital Entertainment Inc.
- BUSINESS AND LEGAL AFFAIRS - Adam Beder, Katy Davis, Porsha Gauthier, Chris Harrs, Melissa Taylor
- FINANCE - Evangeline Saldana, Gaston Tano
- ASSISTANTS TO THE PRODUCERS - Jodie Hamilton, Tara Lynn
- DISTRIBUTED BY - Cartoon Network
- A SPIN MASTER PRODUCTION

## 主題歌
いずれも日本語版。
オープニングテーマ「Get the glory」
作詞・歌 - 中ノ森文子 / 作曲・編曲 - WEST GROUND
エンディングテーマ
「瞬間Diamond」（第1話 - 第13話）
作詞 - rihoco / 作曲 - 石川陽泉 / 編曲 - 平賀伸朗、木村篤史 / 歌 - 横山ルリカ
「勝利の花束を -gonna gonna be hot!-」（第14話 - 第26話）
作詞 - SAKI / 作曲 - AZU / 編曲 - Ryosuke "Dr.R" Sakai & Cyntia / 歌 - Cyntia
「伝説のFLARE」（第27話 - 第39話）
作詞 - 安田尊行 / 作曲 - しほり / 編曲 - 長田直之 / 歌 - Pile
歌詞は2番のAメロとサビが使われている。
「溶けないCANDY」（第40話 - 第51話）
作詞 - 只野菜摘 / 作曲 - 江上浩太郎、Justin Moretz / 編曲 - 江上浩太郎、Justin Moretz、角田崇徳 / 歌 - ガチャガチャダンサーズ

## 各話リスト
| 話数   | サブタイトル               | 脚本              | 絵コンテ            | 演出                | 作画監督              | 放送日 (TXN)   |
| ------ | -------------------------- | ----------------- | ------------------- | ------------------- | --------------------- | -------------- |
| 第1話  | 勇者ブレイヴンあらわる！   | 加納田陣          | 本郷みつる          | 本郷みつる          | 斉藤英子              | 2014年 4月5日  |
| 第2話  | テンカイドラゴンの秘密     | 加納田陣          | 園田雅裕            | 園田雅裕            | 安藤正浩              | 4月12日        |
| 第3話  | 4人の勇者                  | 加納田陣          | 三浦陽              | 三浦陽              | 永作友克              | 4月19日        |
| 第4話  | 合体！ファイヤーバード     | 鳴富流至郎        | 園田雅裕            | 園田雅裕            | 松本文男              | 4月26日        |
| 第5話  | 最強の敵ヴィリウス         | 左門しゃけ子      | 本郷みつる          | 佐藤育郎            | 出雲誉明              | 5月3日         |
| 第6話  | 新たな力、Xモード！        | 加納田陣          | 園田雅裕            | 園田雅裕            | 安藤正浩              | 5月10日        |
| 第7話  | セイラン、決死の戦い！     | 鳴富流至郎        | 三浦陽              | 三浦陽              | 永作友克              | 5月17日        |
| 第8話  | 運をとりもどせ！           | 加納田陣          | 羽多野浩平          | 羽多野浩平          | 松本文男              | 5月24日        |
| 第9話  | ビーグの導き               | 左門しゃけ子      | 池添隆博            | 佐藤育郎            | 出雲誉明 村井孝司     | 5月31日        |
| 第10話 | 俺は努力なんてしね〜！     | 鳴富流至郎        | 石井貴士            | 羽多野浩平          | 安藤正浩              | 6月7日         |
| 第11話 | 反転！善と悪               | 加納田陣          | 三浦陽              | 三浦陽              | 永作友克              | 6月21日        |
| 第12話 | 走れ！グレン               | 加納田陣          | 園田雅裕            | 園田雅裕            | 安藤正浩              | 6月28日        |
| 第13話 | 大決戦                     | 鳴富流至郎        | 三條なみみ          | 佐藤育郎            | 藤田しげる            | 7月5日         |
| 第14話 | 未来への一歩！             | 加納田陣          | 鎌仲史陽            | 鎌仲史陽            | 松本文男              | 7月12日        |
| 第15話 | 強敵！ヴェネッタ登場       | 加納田陣          | 三浦陽              | 三浦陽              | 永作友克              | 7月19日        |
| 第16話 | 俺たちの戦う理由           | 加納田陣          | 園田雅裕            | 園田雅裕            | 安藤正浩              | 7月26日        |
| 第17話 | 釣りあげろ！チュウキ       | 鳴富流至郎        | 本郷みつる          | 塚田拓郎            | 日下部智津子 橋本千絵 | 8月2日         |
| 第18話 | 発動！XXモード!!           | 加納田陣          | 池添隆博            | 園田雅裕            | 松本文男              | 8月9日         |
| 第19話 | 俺は勇者だ！               | 鳴富流至郎        | 三浦陽              | 三浦陽              | 永作友克              | 8月16日        |
| 第20話 | ゲンの謎                   | 加納田陣          | 鎌仲史陽            | 鎌仲史陽            | 安藤正浩              | 8月23日        |
| 第21話 | 大接戦！頭脳バトル         | 鳴富流至郎        | 三條なみみ          | 塚田拓郎            | 根岸宏行 玉置敬子     | 8月30日        |
| 第22話 | ヴェネッタの裏切り         | 加納田陣          | 園田雅裕            | 園田雅裕            | 松本文男              | 8月30日        |
| 第23話 | 手に入れろ！黒天の鍵       | 加納田陣          | 三浦陽              | 三浦陽              | 永作友克              | 9月6日         |
| 第24話 | 決戦前夜                   | 鳴富流至郎        | 園田雅裕            | 園田雅裕            | 安藤正浩              | 9月13日        |
| 第25話 | 衝撃！ゲンの過去           | 加納田陣          | もりたけし          | 矢野孝典            | 玉置敬子              | 9月20日        |
| 第26話 | 決着！最強モード           | 加納田陣          | 鎌仲史陽            | 鎌仲史陽            | 松本文男              | 9月27日        |
| 第27話 | 新たなる戦い               | 大野木寛          | 大原実              | 本郷みつる 山岸大悟 | 永作友克              | 10月4日        |
| 第28話 | 迫りくるスライガー         | 大野木寛          | 三條なみみ          | 園田雅裕            | 安藤正浩 松本文男     | 10月11日       |
| 第29話 | うそつき                   | 野村祐一          | もりたけし          | 矢野孝典            | 玉置敬子              | 10月18日       |
| 第30話 | ねらわれたセイラン         | 山口伸明          | 園田雅裕            | 園田雅裕            | 安藤正浩 松本文男     | 10月24日       |
| 第31話 | ブラックガーディアン誕生！ | 大野木寛          | 三浦陽              | 三浦陽              | 永作友克              | 11月1日        |
| 第32話 | リーダーたる者             | 野村祐一          | 工藤進              | 鎌仲史陽            | 安藤正浩 松本文男     | 11月8日        |
| 第33話 | 分裂！テンカイナイト       | 山口伸明          | もりたけし          | 根岸宏樹            | 吉原幸之助            | 11月15日       |
| 第34話 | ブロックの花               | 大野木寛          | もりたけし          | 越田知明            | 相原ナオキ            | 11月22日       |
| 第35話 | よみがえれ！Σモード        | 福島直浩          | 本郷みつる 山岸大悟 | 山岸大悟            | 玉置敬子              | 11月29日       |
| 第36話 | 本当の友情                 | 野村祐一          | 村野佑太            | 根岸宏樹            | 船越英之              | 12月6日        |
| 第37話 | キイロとの約束             | 和場明子          | 大原実              | 園田雅裕            | 安藤正浩              | 12月13日       |
| 第38話 | 激闘！テンカイフォートレス | 山口伸明          | 三浦陽              | 三浦陽              | 永作友克              | 12月20日       |
| 第39話 | サルラルランドの大冒険     | 野村祐一          | もりたけし          | 根岸宏樹            | 吉原幸之助            | 12月27日       |
| 第40話 | テンカイクエストIV         | 福島直浩          | 三條なみみ          | 鎌仲史陽            | 古澤貴文              | 2015年 1月10日 |
| 第41話 | もうひとつの地球？         | TAMA              | もりたけし          | 根岸宏樹            | 船越英之              | 1月17日        |
| 第42話 | 謎を解け！迷いのジャングル | 和場明子          | 村野佑太            | 山岸大悟            | 玉置敬子              | 1月24日        |
| 第43話 | 命がけの鬼ごっこ           | 大野木寛          | 園田雅裕            | 園田雅裕            | 安藤正浩              | 1月31日        |
| 第44話 | 放たれた黒の旋風           | 山口伸明          | 三浦陽              | 三浦陽              | 永作友克              | 2月7日         |
| 第45話 | ニセモノはこりごり!?       | 福島直浩 大野木寛 | もりたけし          | 根岸宏樹            | 吉原幸之助            | 2月14日        |
| 第46話 | キイロとベニ               | 野村祐一          | 大原実              | 鎌仲史陽            | 古澤貴文              | 2月21日        |
| 第47話 | テトラ化の恐怖             | 大野木寛          | 池添隆博 山岸大悟   | 山岸大悟            | 玉置敬子              | 2月28日        |
| 第48話 | 5人目のテンカイナイト      | 山口伸明          | 村野佑太            | 根岸宏樹            | 船越英之              | 3月7日         |
| 第49話 | 決戦の時せまる             | 野村祐一          | 園田雅裕            | 園田雅裕            | 安藤正浩              | 3月14日        |
| 第50話 | 世界の終わり               | 大野木寛          | 池添隆博 三浦陽     | 三浦陽              | 永作友克              | 3月21日        |
| 第51話 | そして、始まり             | 大野木寛          | 本郷みつる 池添隆博 | 山岸大悟            | 玉置敬子              | 3月28日        |

## 放送局
字幕放送はテレビ東京・テレビ愛知・テレビ大阪のみ実施。
| 放送地域       | 放送局             | 放送期間                      | 放送日時           | 系列                  | 備考   |
| -------------- | ------------------ | ----------------------------- | ------------------ | --------------------- | ------ |
| 関東広域圏     | テレビ東京         | 2014年4月5日 - 2015年3月28日  | 土曜 9:00 - 9:30   | テレビ東京系列        | 制作局 |
| 愛知県         | テレビ愛知         | 2014年4月5日 - 2015年3月28日  | 土曜 9:00 - 9:30   | テレビ東京系列        |        |
| 大阪府         | テレビ大阪         | 2014年4月5日 - 2015年3月28日  | 土曜 9:00 - 9:30   | テレビ東京系列        |        |
| 北海道         | テレビ北海道       | 2014年4月12日 - 2015年4月4日  | 土曜 7:00 - 7:30   | テレビ東京系列        |        |
| 岡山県・香川県 | テレビせとうち     | 2014年4月12日 - 2015年4月4日  | 土曜 7:00 - 7:30   | テレビ東京系列        |        |
| 福岡県         | TVQ九州放送        | 2014年4月12日 - 2015年4月4日  | 土曜 7:00 - 7:30   | テレビ東京系列        |        |
| 日本全域       | バンダイチャンネル | 2014年4月12日 - 2015年4月4日  | 土曜 8:00 更新     | ネット配信            |        |
| 日本全域       | ニコニコチャンネル | 2014年4月12日 - 2015年4月4日  | 土曜 8:00 更新     | ネット配信            |        |
| 日本全域       | GYAO!              | 2014年4月12日 - 2015年4月4日  | 土曜 8:00 更新     | ネット配信            |        |
| 日本全域       | ニコニコ生放送     | 2014年4月12日 - 2015年4月4日  | 土曜 19:00 - 19:30 | ネット配信            |        |
| 日本全域       | BSジャパン         | 2014年4月15日 - 2015年4月7日  | 火曜 17:30 - 18:00 | テレビ東京系列 BS放送 |        |
| 山形県         | 山形テレビ         | 2014年5月24日 - 2015年5月30日 | 土曜 6:00 - 6:30   | テレビ朝日系列        |        |

## DVD-BOX
| 巻 | 発売日        | 収録話          | 規格品番  |
| -- | ------------- | --------------- | --------- |
| 1  | 2014年8月2日  | 第1話 - 第13話  | BIBA-9461 |
| 2  | 2014年11月5日 | 第14話 - 第26話 | BIBA-9462 |
| 3  | 2015年2月3日  | 第27話 - 第39話 | BIBA-9463 |
| 4  | 2015年5月2日  | 第40話 - 第51話 | BIBA-9464 |

## テンカイナイト オリジンズ
『Tenkai Knights: Origins』は公式サイトでWeb配信されたオリジナルストーリー。日本語未訳。人間が操る前のテンカイナイトとヴィリウスが決別することになる前史に当たる内容。
サブタイトル
- #1 Tenkai Five
- #2 Off Balance
- #3 The Best
- #4 Corrupted
- #5 Shifting the Griffin!
- #6 Blast Tank Corruption
- #7 Guardians Banger!
- #8 Clash of the Tenkai!
- #9 Titan Revealed
- #10 Tenkai United

## 玩具
レゴブロック状に折りたたまれており、これを展開することでロボットなどの形態に変形させることができる。商品ごとに追加パーツが付いており、これらを装着することでパッケージのキャラクターが完成する。
ブロックにある○状の凸凹部分は他の部分との連結が可能。

### ラインナップ
ベーシックフィギュアシリーズ
- B-001 ブレイヴン（Bravenwolf）
- B-002 トリビュトン（Tributon）
- B-003 スペクトロス・レッドウォーリアー（Red Corekai Soldier）
- B-004 スペクトロス・ブルーウォーリアー（Blue Corekai Soldier）
- B-005 ヴィリウス（Vilius）
- B-006 トロックス（Hos）
- B-007 ヴィクリプス・コマンダー（Viklips Commader）
- B-008 バルタックス（Sho）
- B-009 ヴァローン（Valorn）
- B-010 ライデンドール（Lydendor）
- B-011 スペクトロス・グリーンウォーリアー（Green Corekai Soldier）
- B-012 スペクトロス・イエローウォーリアー（Yellow Corekai Soldier）
- B-013 ブライノックス（Granox）
- B-014 スライガー（Slyger）
- B-015 ギルタックス（Deviak）
- B-016 ガトックス（Grayden）
- B-017 ヴィクリプス・トルーパー（Viklips Trooper）
- B-018 ギャノックス（Balthaz）
- B-019 バーニング・ブレイヴン（Elemental Bravenwolf）
- B-020 ブリザード・トリビュトン（Elemental Tributon）
- B-021 ガイア・ヴァローン（Elemental Valorn）
- B-022 サンダー・ライデンドール（Elemental Lydendor）
- B-023 ネオ・ヴィリウス（Dark Tempest Vilius）
- B-024 疾風黒騎士（Elemental Dromus）

DXフィギュアシリーズ
- X-001 ブレイヴンX（Titan Bravenwolf）
- X-002 ライデンドールX（Titan Lydendor）
- X-003 ヴィリウスX（Titan Vilius）
- X-004 トリビュトンX（Titan Tributon）
- X-005 ヴァローンX（Titan Valorn）
- X-006 トロックスX（Titan Hos）
- X-007 黒騎士X（Titan Dromus）
- H-001 バーニング・ブレイヴン∑（Elemental Titan Bravenwolf）
- H-002 ブリザード・トリビュトン∑（Elemental Titan Tributon）
- H-003 ガイア・ヴァローン∑（Elemental Titan Valorn）
- H-004 サンダー・ライデンドール∑（Elemental Titan Lydendor）
- H-005 ネオ・ヴィリウス∑（Dark Tempest Titan Vilius）
- H-006 疾風黒騎士∑（Elemental Titan Dromus）

Wビークルシリーズ
- V-001 デストロイ・グリフォン＆ボルト・ジェット（Sky Griffon & Volt Jet）
- V-002 ウォー・ホース＆ストライク・バスター・タンク（War Stallion & BlasTank）
- V-003 ポータル&ハイパー・ドロップシップ（Dimensional Portal & Dimensional Dropship）
- M-001 テンカイドラゴン（Tenkai Dragon）

## ゲーム
テンカイナイト ブレイブバトル
ニンテンドー3DS用ソフトとして、バンダイナムコゲームスから2014年9月25日に発売。

## プラモデル
PLAMAX TK-01 ブレイヴンX
グッドスマイルカンパニーの新規プラモデルブランド「PLAMAX」で2015年7月発売。
おもちゃシリーズの簡略モデルではなく、アニメで描かれたような忠実モデルで設計されている。
PLAMAX TK-02 黒騎士X
上記と同じ。2015年12月発売。